# Великая ложа Астрея
Великая ложа Астрея — одна из первых суверенных масонских организаций в России. Великая ложа Астрея отличалась от других российских великих лож большей свободой, имела независимый от иностранных великих лож статус. В ней практиковалось несколько разных ритуалов, отсутствовал контроль и подчинение со стороны высших градусов, как и сами высшие градусы. Великая ложа Астрея была основана 30 августа 1815 года, и была закрыта 1 августа 1822 года. На момент закрытия, в неё входило 19 лож объединявших 1404 масона.

## Предыстория
Начиная с 1810 года, негласный надзор за масонством осуществлял министр полиции Сергей Кузьмич Вязмитинов. К нему стекалась вся информация о том, что творилось в ложах. И конечно от него не укрылось недовольство немецких масонов ни высокими степенями, ни фактический отход Директориальной ложи «Владимира к порядку» от шведской системы и возвращение её к работам по Системе строгого соблюдения. Сами немецкие братья никогда не стали бы проявлять недовольство, если бы оно не было поддержано масонами государственниками. Таким образом, возникла некая «либеральная революция» в российском масонстве.
В Великой директориальной ложе «Владимира к порядку», в 1814 году, было 7 лож: «Палестины», «Изиды», «Петра к истине», «Нептуна», «Александра к коронованному пеликану», «Елизаветы к добродетели» и «Соединенных друзей». Ложи «Палестины», «Изиды», «Петра к истине», «Нептуна», находились в оппозиции к великому мастеру Великой директориальной ложе «Владимир к порядку» Ивану Васильевичу Бёберу, остальные же не спешили занимать чью-либо сторону. 14 июня 1814 года, против порядков в Директориальной ложе и лично И. В. Бёбера выступил управляющий мастер немецкой ложи «Петра к истине» врач Обуховской больницы в Санкт-Петербурге Иоганн Георг Давид Эллизен (1756—1830). В своём письме на имя Бёбера, он весьма недвусмысленно заявил от имени братьев о незаконности существования капитула «Феникс» и своём отказе от каких-либо дальнейших контактов с ним.
Обвинение Эллизена в незаконности существования капитула «Феникс» связано с тем, что в 1810 году правительству И. В. Бёбером были представлены обрядники и уставы одних только иоанновских степеней (ученик, подмастерье и мастер) символического масонства, ставившего перед собой вполне благородные цели: путем усовершенствования каждой отдельно взятой личности приблизить в конечном счете наступление всеобщего благоденствия на земле. Что касается актов шотландских лож, ставивших целью изучение тайных наук, тайного знания, как впрочем, и актов рыцарских степеней, связывавших братьев обетом беспощадной борьбы с врагами ордена, а также насилием и деспотизмом, то они представлены правительству так и не были. Таким образом, Эллизен вполне логично обосновывал незаконность существования лож высших степеней.
Письмо Эллизена заставило немедленно учредить Шотландскую директорию для управления шотландскими ложами «Сфинкса» и «Святого Георгия». Открытие директории произошло 8 января 1815 года. Другим неминуемым последствием выступления Эллизена стала уступка Бёбером в начале августа 1815 года управления символическими степенями своему «брату» графу В. В. Мусину-Пушкину-Брюсу. Высокие же степени и капитул «Феникс» остались под управлением Бёбера.
Бёбер, пытаясь спасти ситуацию, ещё 26 июня 1815 года, представил Вязмитинову записку, предложив согласиться на существование в России двух масонских структур: одной во главе с ним, Бёбером, и другой, новой великой ложи. Это предложение получило одобрение.

## История
10 августа 1815 года граф В. В. Мусин-Пушкин-Брюс сообщил ложам находившихся в оппозиции к Бёберу о согласии министра полиции Вязмитинова о разделении русского масонства на два независимых послушания.
30 августа 1815 года Эллизен из четырёх немецких лож: «Петра к истине», «Палестины», «Изиды» и «Нептуна к надежде» учреждает новое масонское послушание — Великую ложу «Астрея». Сам же Эллизен уклонился от руководящей роли в ней.
Великим мастером был избран Василий Валентинович Мусин-Пушкин-Брюс. Вскоре к Великой ложе «Астрея» присоединились ещё три ложи: «Александра к коронованному пеликану», «Елизаветы к добродетели» и «Соединенных друзей». Одновременно с этим в том же 1815 году из ложи «Петра к истине» выделилась русскоязычная ложа «Избранного Михаила». Мастером стула в ней стал известный медальер, отставной флотский лейтенант граф Фёдор Петрович Толстой.
Должность оратора ложи занял полковник Фёдор Николаевич Глинка, секретаря — Николай Иванович Греч, церемониймейстера — А. И. Уваров, надзирателями ложи — А. И. Кусов и купец П. И. Толченов. Наместным мастером ложи братья избрали полковника Александра Ивановича Михайловского-Данилевского — бывшего адъютанта М. И. Кутузова и известного впоследствии военного историка.
В истории отечественного просвещения ложа эта известна тем, что по её инициативе в 1819 году было учреждено общество по распространению ланкастерских школ в России для первоначального обучения русской грамоте детей крестьян, бедных мещан и мастеровых людей. Председателем общества стал Ф. П. Толстой. Заместителями председателя — Николай Греч и Федор Глинка, казначеем — Николай Усов. Первая ланкастерская школа на 100 детей была открыта масонами на одной из отдаленных улиц Петербурга в простом деревянном доме. Существовала она, естественно, на взносы членов общества — масонов. Срок обучения был невелик — всего три месяца. Стоит отметить, что этой ланкастерской школе лично покровительствовал граф А. А. Аракчеев, неоднократно ее посещавший.
«Система» к которой обратился в поисках истинного масонства Эллизен, была так называемая Шрёдерова система, названная так по имени известного в то время реформатора масонства Фридриха-Людвига Шрёдера (1744—1816), актера и писателя, яростно восстававшего против мистики и высоких степеней.
Воспользовавшись тем, что великий мастер Великой ложи «Астрея» В. В. Мусин-Пушкин-Брюс являлся в то же время ещё и великим мастером (с августа 1815 года) и Великой директориальной ложи «Владимир к порядку», масоны Великой ложи «Астрея» попытались с его помощью сразу же устранить своего конкурента; 11 августа 1815 года В. В. Мусин-Пушкин-Брюс предложил закрыть Директориальную ложу «Владимира к порядку».
В этих условиях Бёберу не оставалось ничего другого, как подать в отставку со всех своих постов. 10 ноября 1815 года великим мастером Великой Директориальной ложи «Владимира к порядку» был избран управляющий шотландской ложей «Сфинкса» генерал-майор А. А. Жеребцов, ставший, таким образом, преемником И. В. Бёбера.
Состоявшиеся по инициативе высшего тайного масонского правления в России — Капитула Феникса — конфиденциальные переговоры руководителей двух соперничавших между собой масонских организаций закончились тем, что 19 сентября 1816 года Великая Директориальная ложа «Владимира к порядку» была объявлена закрытой. Вместо неё 4 ноября того же года в торжественной обстановке состоялось открытие новой великой ложи для лож шведской системы высоких степеней — Великой провинциальной ложи. Возглавил её упомянутый выше генерал-майор А. А. Жеребцов.
Как отмечал историк масонства А. Н. Пыпин: «Причиной разделения было то, что в наши ложи проникло новое представление о масонстве, которое тогда особенно развелось в Германии и имело своими представителями Шрёдера и Фесслера. Эта школа хотела оживить масонский союз… и отвергала масонскую иерархию высших степеней, которые справедливо казались ей пустым и даже вредным извращением первоначального простого масонства».
Отпадение мастерских от Великой провинциальной ложи и переход их под юрисдикцию соперничавшей с ней Великой ложи «Астреи» приобрели вследствие этого в 1816—1818 годах, массовый характер. Неприятным сюрпризом для братьев Великой провинциальной ложи стал переход во враждебный ей лагерь мастерских «Пламенеющей звезды» и «Соединенных друзей». Особенно влиятельной среди них была последняя, среди членов которой за 1816 год наличествуют имена гвардейских офицеров: Грибоедова, Чаадаева, Норова, Бенкендорфа, Пестеля и ряда других.
Цель Великой ложи «Астреи», как она была сформулирована в её учредительных документах, заключалась в «усовершенствовании благополучия человеков исправлением нравственности, распространением добродетели, благочестия и неколебимой верности государю и отечеству и строгим исполнением существующих в государстве законов». «Эта новая великая ложа, — отмечал в связи с ее появлением современник, — приняла представительную форму правления и отмела у себя все высшие степени, так что в состав её вошли только законные представители её четырёх иоанновских лож».
Для своих работ Великая ложа «Астрея» избрала шведскую систему, приняв однако за правило, что каждая из лож вправе была выбирать себе любую из существовавших тогда в Европе масонских систем.
С целью более эффективного привлечения на свою сторону масонов Великая ложа «Астрея» гарантировала им право свободного избрания своих должностных лиц и свободное распоряжение ими своими финансами. Всякие поборы с мастерских, которые практиковались прежде, были безусловно отменены, за исключением только «иоанновского червонца» на благотворительные нужды «братьев».
Наибольших успехов, Великая ложа «Астрея» достигла в 1818 году, когда у нее было 24 ложи, в которых насчитывалось 1300 масонов. Из этих лож 8 работало на немецком языке, четыре — на французском, одна — на польском, 5 — на русском. Остальные ложи работали на двух языках: три на русском и французском, одна на польском и французском. Две ложи работали даже на трех языках: русском, польском и французском. Из 24 лож 10 работало на русском языке.
Официально, по списку в Великой ложе «Астрея» насчитывалось в 1818 году 24 ложи. Однако реально работало из них несколько меньше. Так, в 1821 году, согласно данным Е. А. Кушелева, в ней насчитывалось 19 реально функционировавших на то время лож общей численностью в 1404 масона (797 в Петербурге и 607 в других городах империи). На русском языке работы велись только в четырех из них: «Избранного Михаила», «Орла российского», «Ключ к добродетели» (Симбирск, управляющий мастер — князь Михаил Баратаев) и «Восточного света» (Томск). Общее число братьев в этих четырех ложах составляло 299 человек.

## Закрытие Великой ложи «Астрея»
1 августа 1822 года последовал высочайший рескрипт на имя управляющего министерством внутренних дел графа В. П. Кочубея «О уничтожении масонских лож и всяких тайных обществ». «Все тайные общества, под какими бы они наименованиями ни существовали, как то: масонские ложи или другими — закрыть и учреждения их впредь не дозволять».
11 августа 1822 года В. В. Мусин-Пушкин-Брюс известил петербургского военного генерал-губернатора, что Великая ложа «Астрея» и 8 зависящих от неё в Петербурге масонских лож отныне закрыты.

## Уложения Великой ложи «Астрея»
Организационная структура, порядок и характер работ нового послушания подробнейшим образом были регламентированы в «Уложениях Великой ложи Астреи». Первые 16 пунктов его были приняты братьями ещё 13 августа 1815 года. Недостаточная удовлетворенность ими побудила братьев своим решением от 20 августа того же года прибавить к ним еще 156 параграфов. 20 января 1816 года число параграфов «Уложения» увеличилось еще на 389 параграфов. В результате число параграфов «Уложения» составило 561. «Уложения Великой ложи Астреи» были рассчитаны всего на 6 лет.
Костяк великой ложи составляли образовавшие её первые четыре ложи: «Петра к правде», «Изиды», «Палестины» и «Нептуна».
Как гласит первый параграф уложений: Означенные четыре ложи соединяются для образования высшего масонского правления под именем Великой ложи «Астреи», коей главный член великий мастер, избираемый каждые два года большинством голосов, есть поручитель и представитель, уполномоченный Великой ложей «Астреей» и всех зависящих от оной лож перед правительством.
Во втором параграфе этого документа декларировалась полная лояльность нового масонского союза перед правительством и давалось обязательство не иметь от него никаких тайн, сообщать ему свой устав. Особенно важным следует признать обязательство Великой ложи «Астреи» «никогда не состоять в посредственной или непосредственной зависимости от неизвестных начальств или чужестранных великих востоков и лож». Обязательство это не случайно, так как было очевидно, что никакого другого масонства, кроме лояльного и тщательно опекаемого и патронируемого полицией правительство терпеть не собиралось.
«Масон должен быть покорным и верным подданным своему государю и отечеству; должен повиноваться гражданским законам и в точности исполнять их. Он не должен принимать участие ни в каких тайных или явных предприятиях, которые могли быть вредными отечеству или государю», — гласит параграф 174 Уложения Великой ложи «Астреи». Более того, когда масон даже случайно узнавал о «подобном предприятии», он обязан был тут же известить о том правительство. Открытие новых лож также предполагалось «с ведения и дозволения правительства».
В пику Великой провинциальной ложе, в мастерских которой процветала мистика, мастерские Великой ложи «Астреи» обязывались «не иметь в предмете работ своих изысканий сверхъестественных таинств, не следовать правилам так называемых иллюминатов и мистиков, неже алхимистов, убегать всех подобных несообразностей с естественным и положительным законом и, наконец, не стараться о восстановлении древних рыцарских орденов».
Основным принципом работ нового союза провозглашался последовательный демократизм: «равенство в правах представителей общества» в распоряжении масонскими работами. Особенно большое значение имело заявленная в «Уложениях» терпимость Великой ложи «Астреи» к различного рода масонским системам. Провозгласив свою приверженность так называемому иоанновскому масонству трех первых степеней, сама Великая ложа «Астрея» декларировала вместе с тем терпеть в своих рядах и инакомыслящих братьев.
«Каждая из лож, состоящих под управлением Великой ложи „Астреи“ или впредь имеющих присоединиться к оной может работать по избранной ею системе».